# Piramidă (arhitectură)

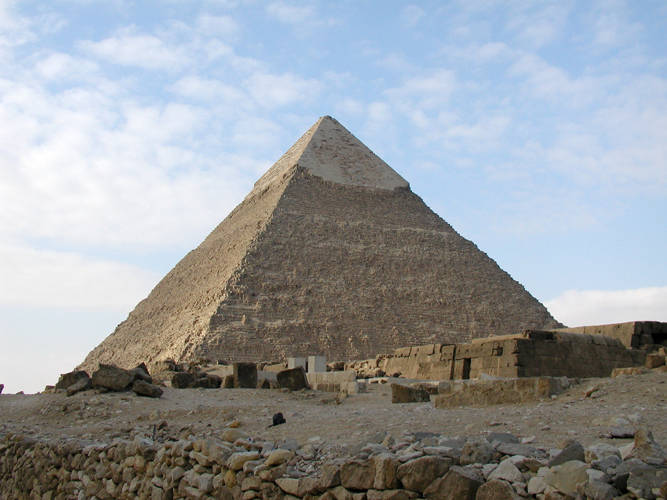
Piramidă egipteană.

Piramida (din greacă πυραμίς, pyramís) este o construcție ce are un vârf și patru laturi.

## Rol
Piramida servea ca mormânt (Egipt, Imperiul Inca, Imperiul Maya și Imperiul Aztec) sau ca templu (Imperiul Inca, Imperiul Maya și Imperiul Aztec).

## Feluri

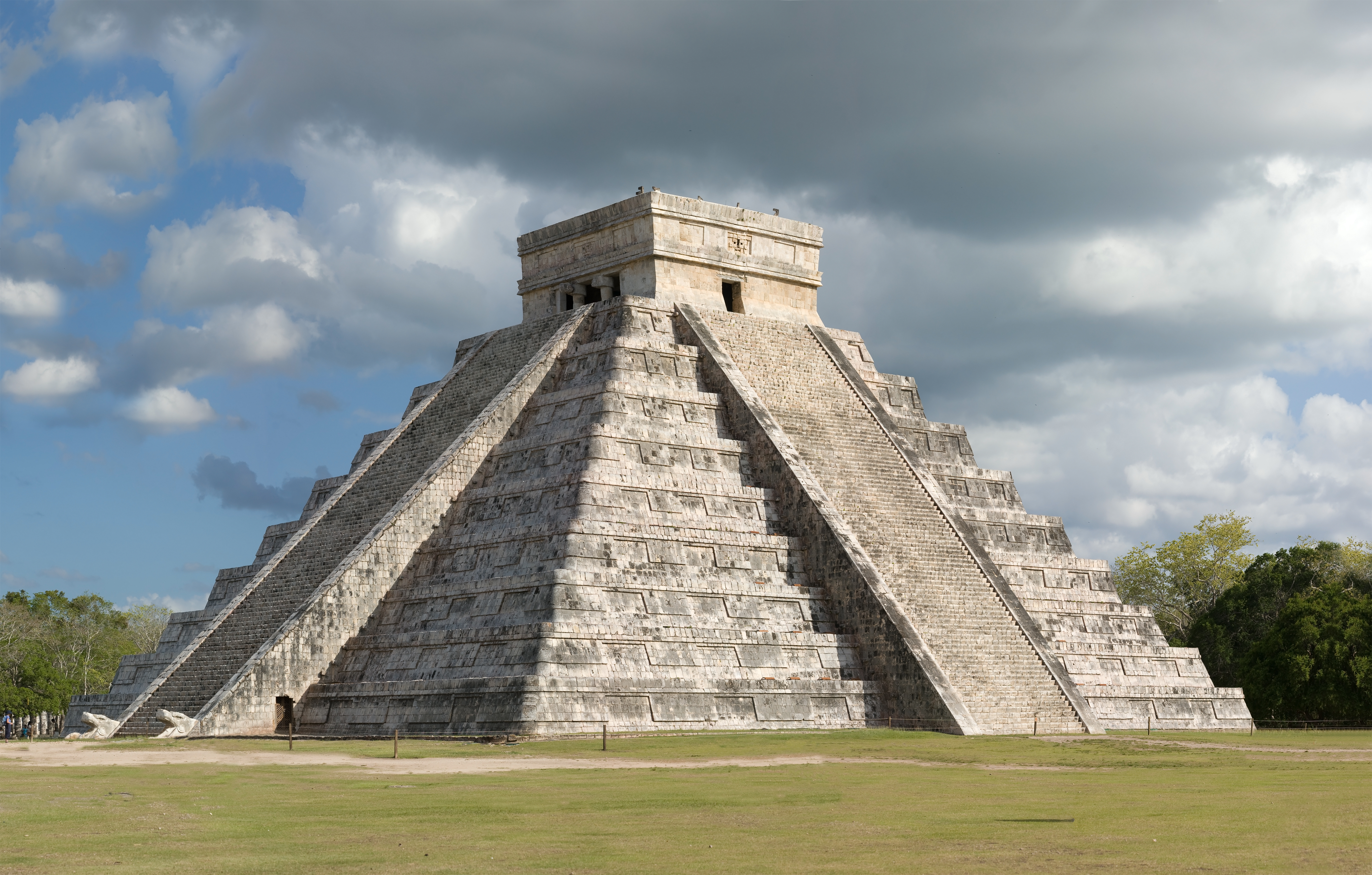
Piramidă maya

### Piramidă egipteană
Avea vârful acoperit cu aur. Pereții erau albi. Servea ca mormânt.

### Piramidă aztecă, mayașă, incașă
Culoarea era gri, roșcat, alb etc. Era construită în 9 trepte, acestea simbolizând cele 9 ceruri. Vârful era plat, acolo aflându-se temple pentru sacrificii umane. Servea atât ca mormânt, cât și ca templu.